# 聖吉爾 (倫敦)
聖吉爾（St Giles）是倫敦西區的一個區域名，位於卡姆登區。這一區域得名於原野聖吉爾教堂。該地區自撒克遜時代就已經有了教堂。1881年，這裡有人口14,864人。

## 外部連結
维基共享资源上的相關多媒體資源：聖吉爾